# Mouflon corse
Ovis aries musimon
Sous-espèce
Synonymes
- Aegoceros ammon Pallas, 1811
- Aegoceros musimon Pallas, 1811
- Ovis ammon musimon (Pallas, 1811)
- Ovis aries musimon von Schreber, 1782
- Ovis gmelinii musimon (Pallas, 1811)
- Ovis musimon (Pallas, 1811)
- Ovis musimon musimon (Pallas, 1811)
- Ovis orientalis musimon (Pallas, 1811)

Le Mouflon corse (Ovis aries musimon) est une sous-espèce sauvage du Mouton domestique (Ovis aries). Il est endémique de la Corse et de la Sardaigne. Il vit dans les montagnes, notamment dans les réserves du Cinto et de Bavella.

## Dénominations
L'animal est appelé muvra (fém.) ou muvrone (masc.) en corse. Le corse muvra et muvrone proviennent, tout comme l'italien régional muffione, muflone (d’où le français mouflon), du latin tardif mufrō, qui est d'origine prélatine comme le classique musimo « mouton sauvage »[réf. nécessaire].
Le nom binomial est Ovis aries, puisqu'il s'agit de la même espèce que le mouton domestique. Le mouflon corse est par ailleurs proche d'autres espèces et sous-espèces portant le nom vernaculaire ambigu de mouflon.
Il est aussi considéré comme une sous-espèce du Mouflon d'Arménie (Ovis gmelinii ou Ovis orientalis).

## Habitat et répartition

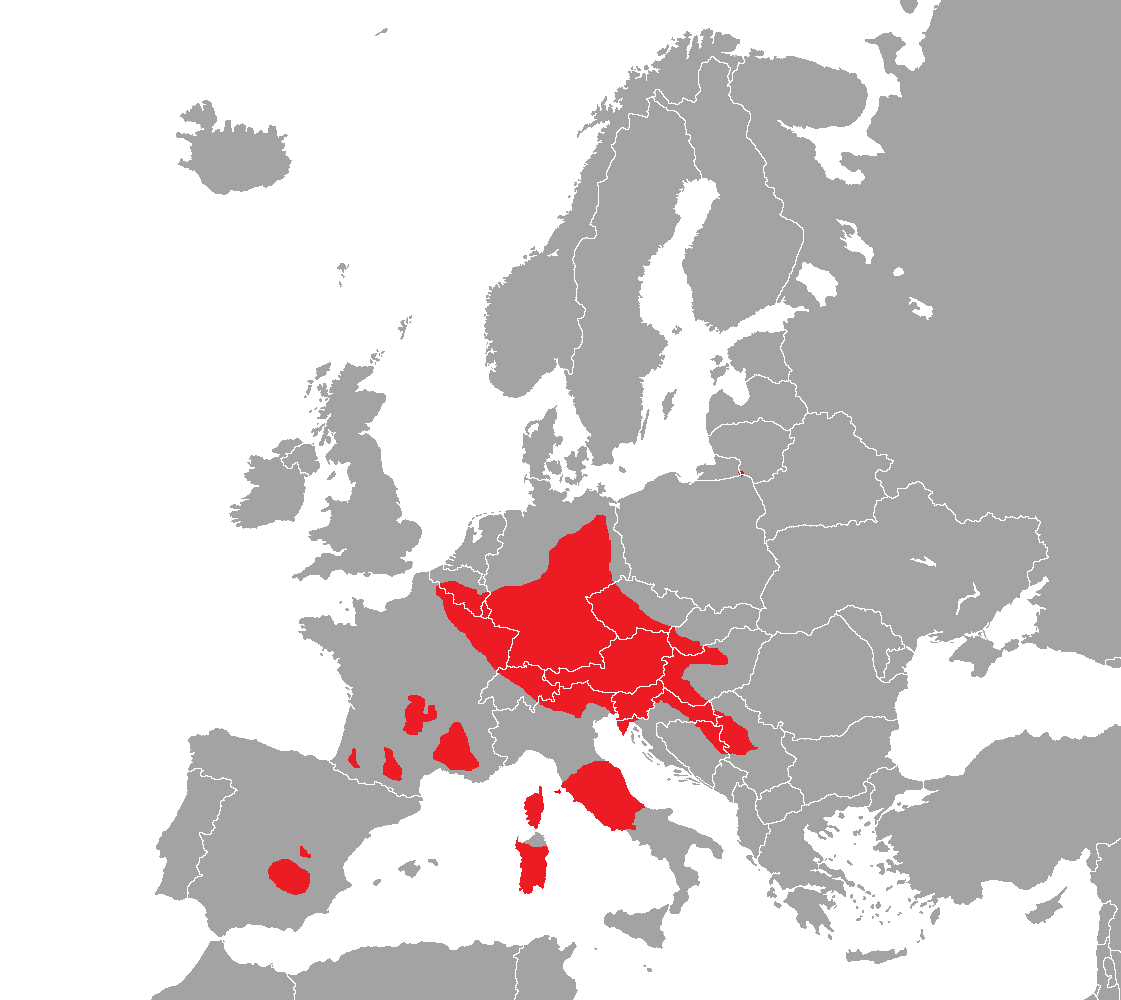
Aire de répartition naturelle (Corse et Sardaigne) et introduite (reste de l'Europe) du Mouflon corse en Europe.

Cette sous-espèce est endémique de la Corse et de la Sardaigne. Ces mouflons vivent dans les montagnes, notamment dans les massifs du Cinto et de Bavella. Elle a été introduite par l'Homme dans les massifs d'Europe et ailleurs dans le monde (voir la section Introductions).

## Classification
Selon François Poplin, en 1979, repris par Vigne en 1992, l'espèce n'était pas présente en Corse avant le Néolithique et le Mouflon corse devrait donc être considéré comme un mouton (domestiqué à partir de deux sous-espèces de mouflon occidental) apporté par des éleveurs en Corse et en Sardaigne puis retourné à l'état sauvage (processus de marronnage). Il aurait ainsi réacquis un phénotype plus proche de ses lointains cousins sauvages.

## Relations avec l'espèce humaine

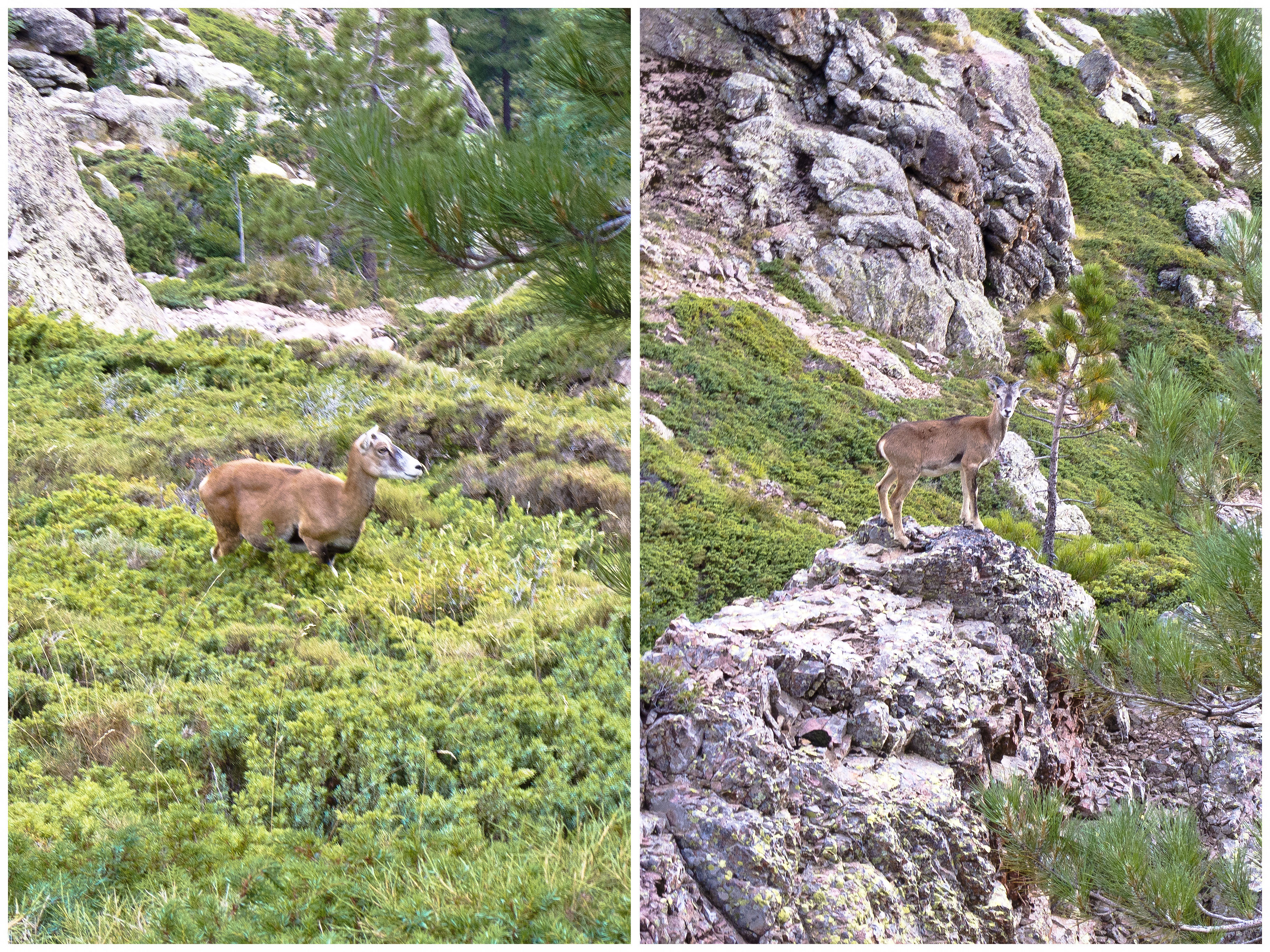
Femelles lors de l'alimentation matinale (Bocca Innominata, en haut du refuge Carrozzu, Haute Corse, 1860 m).

### Introductions
L'animal a été introduit dans les Pyrénées-Orientales et le Massif central du XIXe siècle aux années 1970. Il s'est très bien acclimaté en particulier dans le massif du Carlit et alentours (partie orientale de la chaîne) ainsi que sur le mont Caroux, où la chasse est autorisée.
Les mouflons ont été introduits dans les Alpes-Maritimes au XIXe siècle puis en 1949, avec succès puisqu'ils y sont aujourd'hui beaucoup plus nombreux (une dizaine de milliers) qu'en Corse.
Ils ont également été introduits depuis les années 1980 avec succès dans le Marquenterre à proximité de la baie de Somme. Il a également été introduit en Belgique, dans les forêts de la moyenne Semois, où l'on compte plusieurs groupes aux environs de Herbeumont et Sainte-Cécile notamment.
L'animal a été introduit dans les années 1960 à Hawaï, où il a proliféré, causant des dégâts environnementaux non négligeables, et s'hybridant parfois avec des moutons domestiques.
Il a enfin été introduit avec succès à Tenerife (îles Canaries).
En 1957, un couple a été introduit sur l'île Haute, une petite île de l'archipel des îles Kerguelen. L'objectif était de fournir aux scientifiques vivant sur l'archipel des animaux pour la chasse. Malgré la petite taille de l'île Haute (6,5 km2) et l'extrême consanguinité originelle (deux reproducteurs), la harde a connu une forte expansion, et vu sa population osciller selon les années entre 250 et 700 animaux. En 2012, la population de mouflons a été éradiquée afin de protéger la flore indigène rare.
Finalement, le mouflon corse apparaît comme un animal extrêmement adaptable et prolifique, pouvant vivre autant dans des climats chauds, subtropicaux (Hawaï) ou méditerranéens (Corse) que dans des climats relativement froids (îles Kerguelen où la température descend cependant rarement en dessous de 0 °C).

### Protection
Le mouflon de Corse est classé comme espèce protégée nationale par l'arrêté du 1er mars 2019 du Ministère de la Transition Ecologique et Solidaire.